# Éric Corbeyran
Éric Corbeyran, dit Corbeyran, est un scénariste de bande dessinée, né à Marseille le 14 décembre 1964. Il a signé plus de 400 albums au cours de sa carrière.

## Biographie
Éric Corbeyran exerce d'abord dans plusieurs domaines comme la photographie, l'illustration, les contes et la publicité avant de signer des scénarios de bande dessinée : la série Les Griffes du marais (dessin de Patrick Amblevert) paraît à partir de 1990, d'abord publiée chez Vents d'Ouest puis chez Hélyode. Corbeyran exerce ensuite, pour Soleil et collabore avec des auteurs comme Rémi Chayé, Stéphane Tanneur, Laurent Sinoussi, Nicolas Guénet, Christophe Bec, Patrice Garcia. En parallèle, il travaille pour Dargaud avec des bédéastes comme Olivier Berlion, Denis Falque, Richard Guérineau. D'autres ouvrages sont publiés chez Ciel Ether, Casterman, Delcourt, les Humanoïdes associés, collaborant avec Alfred, Skiav (Éric Schiavinato), Andrei Arinouchkine, Cécil. Il coordonne les collectifs Paroles de taulards, Paroles de taule, Paroles de parloirs et Paroles de sourds. Pour Delcourt, il écrit des séries comme Abraxas, Petit Verglas, Kid Korrigan, Le Phalanstère du bout du monde ainsi que des séries dans l'univers du Chant des Stryges.
En 2015, il adapte en BD le roman de David Foenkinos consacré à John Lennon, Lennon, paru en 2010 avec Horne Perreard au dessin,. En 2019, il co-scénarise avec François de Closets une bande dessinée, servie par le dessin d'Éric Chabbert : Les Guerres d'Albert Einstein, prévue en deux volumes,.
En 2020, après 30 ans de carrière, Corbeyran signe son 400e album avec L’Homme-Bouc, dessiné par Aurélien Morinière.

## Œuvres

### One shots
- Charmes fous, Dargaud (collection Long courrier), 2005
Scénario : Éric Corbeyran - Dessin : Olivier Balez - Couleurs : Delf
- De mémoire, Grand Angle, 2019
Scénario et dessin : Éric Corbeyran - Couleurs : Fabien Blanchot, Sébastien Bouet
- La Digue, Delcourt (collection Encrages), 1998
Scénario : Éric Corbeyran - Dessin : Alfred
- Elle ne pleure pas, elle chante, Delcourt (collection Mirages), 2004
Scénario : Éric Corbeyran - Dessin : Thierry Murat - Couleurs : Thierry Murat
- Marie Moinard et collectif, En chemin elle rencontre... : Les artistes se mobilisent contre la violence faite aux femmes, Vincennes/Paris, Des ronds dans l'O / Amnesty International, septembre 2009, 96 p. (ISBN 978-2-917237-06-9)
- Léa ne se souvient pas comment fonctionne l’aspirateur, Dargaud, 2010
Scénario : Éric Corbeyran - Dessin et couleurs : Gwangjo
- Lie-de-vin, Dargaud (collection Long courrier), 2004
Scénario : Éric Corbeyran - Dessin : Olivier Berlion - Couleurs : Olivier Berlion
- La Métamorphose de Franz Kafka, Delcourt (collection Ex-libris), 2009
Scénario : Éric Corbeyran - Dessin : Horne - Couleurs : Horne
- L’Oiseau de feu, Casterman, 1999
Scénario : Éric Corbeyran - Dessin : Andreï Arinouchkine - Couleurs : Andreï Arinouchkine
- Paroles de taulards, Delcourt (collection Encrages), 1999
Scénario : Éric Corbeyran - Dessin : collectif
- Paroles de taule, Delcourt (collection Encrages), 2001
Scénario : Éric Corbeyran - Dessin : collectif
- Paroles de parloirs, Delcourt (collection Encrages), 2003
Scénario : Éric Corbeyran - Dessin : collectif
- Paroles de sourds, Delcourt (collection Encrages), 2005
Scénario : Éric Corbeyran - Dessin : collectif
- Le Phalanstère du bout du monde, Delcourt (collection Encrages), 2001
Scénario : Éric Corbeyran - Dessin : Amaury Bouillez
- Première Neige, Kana (collection « Made in »), 2009
Scénario : Éric Corbeyran - Dessin : Byun Byung-jun - Couleurs : Byun Byung-jun
- Rosangella, Dargaud (collection Long courrier), 2007
Scénario : Éric Corbeyran - Dessin : Olivier Berlion - Couleurs : Olivier Berlion
- Le Saigneur de Tiffauges, Soleil, 2010
Scénario : Éric Corbeyran - Dessin : Horne Perreard - Couleurs : Cesano[7]
- Le Souffle du vent, 12 bis, 2010
Scénario : Éric Corbeyran - Dessin : Grun - Couleurs : Élise - 
Adaptation du spectacle d’arts martiaux Le Souffle du vent, créé par Stéphane Anière et Martin Lebreton
- Le Village qui s'amenuise[8], Dargaud (collection Long courrier), 2004
Scénario : Éric Corbeyran - Dessin : Olivier Balez - Couleurs : Delf

## Récompenses
- 1996 : prix de l'enseignement 41 pour la Jeunesse pour Le cadet des Soupetard
- 2000 : Prix Tournesol pour Paroles de taulards[11]
- 2001 : Prix des libraires de bande dessinée pour Le Réseau Bombyce (avec Cécil)
- 2005 : prix Jacques Lob
- 2007 :  Prix Région Centre-Val-de-Loire pour Rosangella
- 2009 : « Silver Award » au Prix international du manga pour Natty (avec Melvil)[12].
- 2010 : Prix Tournesol pour Climax, t. 1 : Le Désert blanc (avec Luc Brahy et Achille Braquelaire)[13],[11]